# Hilliella
Hilliella là chi thực vật có hoa trong họ Cải.